# Wilhelm Starck
Wilhelm Jan Starck (ur. 23 maja 1897 we Lwowie, zm. 5 grudnia 1918 pod Laszkami Murowanymi) – kapitan piechoty Wojska Polskiego.

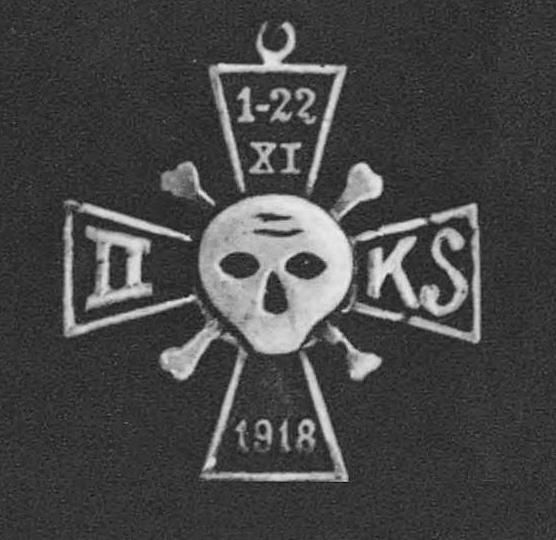
Odznaka „Kompania Starcka”

## Życiorys
Wilhelm Jan Starck urodził się 23 maja 1897. Był synem Christiana Starcka (1871-1927, ogrodnik we Lwowie). Był pochodzenia niemieckiego. Wywodził się z Zamarstynowa. Uczył się w C. K. II Szkole Realnej we Lwowie, gdzie w 1913 ukończył VI klasę.
Podczas I wojny światowej służył w C. K. Armii jako oficer. Wstąpił do założonych w 1918 Polskich Kadr Wojskowych. W listopadzie 1918 uczestniczył w obronie Lwowa podczas wojny polsko-ukraińskiej walcząc w stopniu podporucznika. Początkowo służył w lotnych patrolach „Sokoła”. 2 listopada odpierał ataki wroga na szkołę Sienkiewicza, po czym ścigał ich ulicą Sapiehy, gdzie ustalił się front i siły polskie połączyły się z Kopytkowe. Był komendantem odcinka ulicy Leona Sapiehy. Dokonał zajęcia placu św. Jura. Utworzył tam swoją komendę w szkole im. Konarskiego i przejściowo był tam komendantem. 5 listopada wzmocnił swoimi siłami obronę Wulki, a po odparciu ataków ruszył w pościg za Ukraińcami aż do Szkoły Kadeckiej. Dowodził oddziałem batiarów, formując z nich doskonałą jednostkę. Dowodził kompanią karabinów maszynowych (jego adiutantem był Władysław Żymirski). 14 listopada został przerzucony z Wulki na odsiecz III dzielnicy oraz gminy Zamarstynów, który zajął wieczorem tego dnia, a także Hołosko. Wówczas objął ogólne dowództwo pododcinka nad wszystkimi oddziałami Zamarstynów-Podzamcze. Po zajęciu Gabrielówki, w nocy 17 listopada ppor. Starck dokonał zajęcia rzeźni miejskiej przy ul. Nowej Rzeźni w VI odcinku. Walki trwały do zawieszenia broni 18 listopada. Zasłynął w podstępnych sposobach walki (określane jako fortele Kmicicowe), np. pojawiał się na tyłach wroga skąd trąbką wydawał rozkazy zmiany pozycji. W komunikatach Naczelnej Komendy pisano, że ppor. Starck odznaczał się duchem ofensywy.
Po oswobodzeniu Lwowa przez Polaków został awansowany na stopień kapitana. Został dowódcą kompanii w 2 pułku Strzelców Lwowskich. Jego kompania stacjonowała w Dublanach w sile 120 bagnetów. Stamtąd pod koniec listopada 1918 jego kompania zajęła Laszki Murowane. Poległ 5 grudnia 1918 pomiędzy Laszami Murowanymi a Melechowem. Według różnych wersji został pochowany na Cmentarzu Łyczakowskim we Lwowie (pole 5) lub w jego części osobnej, tj. na Cmentarzu Obrońców Lwowa (kwatera I, miejsce 12).
Następcą kpt. Starcka na stanowisku dowódcy kompanii był kpt. Antoni Kurka.
We wspomnieniu mjr. Janusza Góreckiego ppor. Starck został przedstawiony jako postać nieustraszona, żołnierz bez trwogi i skazy. Jan Gella określił Starcka mianem jednego z najdzielniejszych obrońców Lwowa.

## Odznaczenia
- Krzyż Srebrny Orderu Virtuti Militari – pośmiertnie (dekoracja dokonana 17 kwietnia 1921 we Lwowie przez gen. broni Tadeusza Rozwadowskiego)[35]
- Krzyż Niepodległości – pośmiertnie (4 listopada 1933, za pracę w dziele odzyskania niepodległości)[36]